# 라울 벨라노바
라울 벨라노바(이탈리아어: Raoul Bellanova, 2000년 5월 17일 ~ )는 이탈리아의 축구 선수이다. 그의 포지션은 오른쪽 풀백으로, 현재 세리에 A의 아탈란타에서 활약하고 있다.

## 어린 시절
벨라노바는 2000년 5월 17일 밀라노 주의 로에서 태어났다.

## 클럽 경력
벨라노바는 4살 때 아주라에서 축구를 시작하였다. 2005년, 그는 FC 파라비아고로 이적하였고, 2006년에 밀란으로 이적하였다. 2006년부터 2019년까지, 벨라노바는 밀란 유소년 아카데미에서 다양한 연령대의 팀에서 뛰었다. 2019년 1월, 임금협상에 결렬되자, 그는 밀란의 프로 계약 제의를 거절했다.

### 보르도
2019년 7월, 벨라노바는 보르도 선수로 공식 발표되었다. 2019년 8월 10일, 그는 앙제와의 리그 1 2019-20 개막전에 선발 출전하며 성인 무대 데뷔전을 치렀다. 오른쪽 측면에서 3골을 먹히는 실수를 여러 번 범한 그는 63분 만에 파울루 소자 감독에 의해 교체되었다.

#### 아탈란타 임대
2020년 1월 30일, 벨라노바는 완전 영입 옵션과 함께 아탈란타로 1년 반 임대 이적하였다. 7월 14일, 그는 6-2로 이긴 브레시아전에서 클럽 및 세리에 A 데뷔전을 치렀다.

#### 페스카라 임대
2020년 9월 24일, 아탈란타는 그를 세리에 B의 페스카라로 잔여 계약 기간동안 임대보냈다.

### 칼리아리
2021년 8월 31일, 그는 완전 영입 옵션과 함께 칼리아리로 임대 이적하였다. 2022년 5월 31일, 칼리아리는 완전 영입 옵션을 발동하였다.

#### 인테르나치오날레 임대
2022년 7월 6일, 인테르나치오날레는 칼리아리 소속의 벨라노바와 2022-23 1시즌 임대 계약을 맺었다고 발표했다.

## 국가대표팀 경력
2017년 10월, 벨라노바는 UEFA U-19 축구 선수권 대회 예선전을 위해 소집되었다. 2017년 10월 4일 몰도바와의 경기에서 데뷔하였고, 경기는 4-0으로 종료되었다. 2018년 11월, 벨라노바는 독일과의 경기에서 이탈리아 U-20 축구 국가대표팀 일원으로 활약했다.
2020년 11월 12일, 그는 레이캬비크에서 열린 2-1로 이긴 아이슬란드와의 2021년 UEFA U-21 축구 선수권 대회 예선전에서 선발로 출전해 이탈리아 U-21 데뷔전을 치렀다.

## 플레이스타일
벨라노바는 수비 포지셔닝과 게임 리딩이 좋은 신체적으로 강하고, 신속하고, 빠르고, 공격적인 마인드의 라이트백이다. 오른쪽 측면의 풀백이나 윙백 외에도, 그는 센터백(3백과 4백 수비 라인 모두)이나 3-5-2 포메이션의 측면 미드필더로도 뛸 수 있다.